# Alisma praecox
Alisma praecox (частуха рання) — вид рослин з родини частухових (Alismataceae), можливо ендемік Білорусі.

## Опис
Рослина наземна, 7–25(30) см заввишки, з невеликим бульбоподібним потовщенням стебла. Листки досягають половини квітконосного стебла, подовжено-ланцетні, з довго-загостреною або злегка притупленою верхівкою і поступово звужені в черешок. Листова пластинка 2–4 см завдовжки, 0.4–0.8 см завширшки, черешок 2.5–3(4) см завдовжки. В іншому вид дуже схожий на частуху злакоподібну. Квітне в червні-початку липня.

## Поширення
Можливо ендемік Білорусі (необхідні пошуки виду в Україні). Зростає переважно в південно-східній частині республіки в заплаві р. Прип'ять. Населяє береги старичних водойм, рідше сирі місця з піщаним оглеєним ґрунтом.

## Господарське значення
Кормова рослина, особливо для птахів. Медоносна й декоративна рослина.